# アウグステ・ボルムス

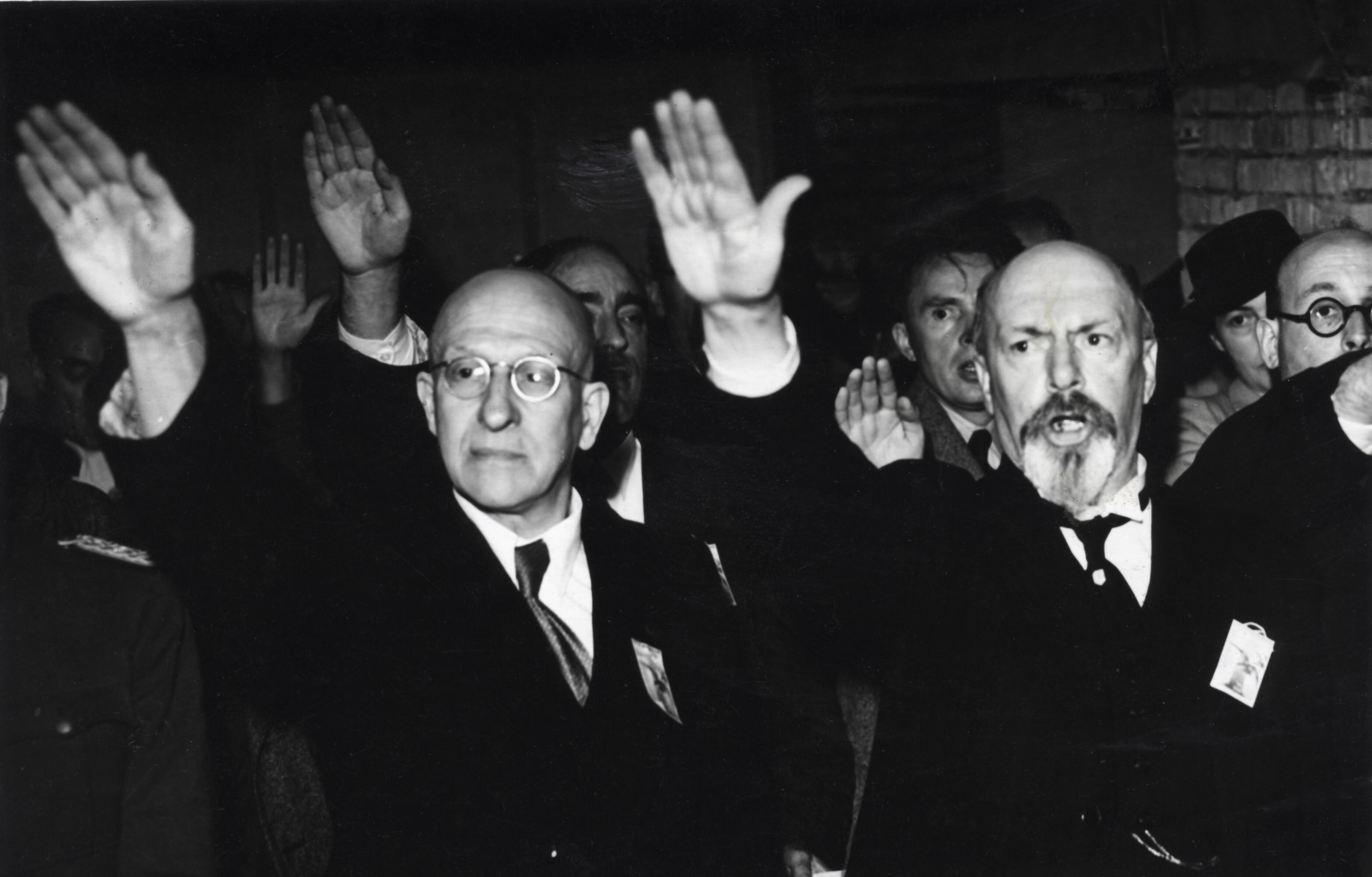
アウグステ・ボルムス（右、1941年）

アウグステ・ボルムス（Auguste Borms、1878年4月14日 - 1946年4月12日）は、ベルギーの人物。フランデレン・ナショナリズムの指導者の一人で対独戦争協力者。

## 生涯
1901年よりルーヴェン・カトリック大学で哲学を学び、その後ボルムスはギムナジウムの教師となった。第一次世界大戦では、フランデレン地方のオランダ系住民の権利拡大のため、占領下のドイツに協力した。そのため1919年、利敵協力の罪に問われて死刑判決を受けたが、終身刑に減刑された。第一次世界大戦後、「フロント党」を結成してフランデレン民族運動を続け、1928年にアントウェルペンで行われたベルギー議会補欠選挙に獄中から立候補して当選を果たし、1929年に釈放された。第二次世界大戦でもドイツに協力し、第二次世界大戦後の1946年に再び死刑判決を受けて処刑された。